# Steven T. Katz
Steven T. Katz (geboren 24. August 1944 in Jersey City) ist ein US-amerikanischer Historiker des Judentums und des Holocaust.

## Leben
Steven Theodore Katz begann das Studium 1966 an der Rutgers University und erwarb 1972 einen Ph.D. an der University of Cambridge (Cantab). Er begann seine Universitätskarriere 1972 am Dartmouth College. Von 1985 bis 1989 lehrte er an der Cornell University. Seit 1989 ist er Direktor des „Elie Wiesel Center for Judaic Studies“ der Boston University und Professor für Jewish and Holocaust Studies.
Er hatte Aufenthalte als Gastprofessor in Yale, an der University of California in Santa Barbara, an der Hebrew University Jerusalem, war 1989/90 als „Meyerhoff Professor“ an der University of Pennsylvania und außerdem auch an der Yeshiva University (1995/96) und hatte in den Jahren 1981/84, 2002/03 und 2006/08 Forschungsaufenthalte an der Harvard University.
Am United States Holocaust Memorial Museum ist er Mitglied des wissenschaftlichen Beirats und war für eine Periode von fünf Jahren dessen Vorsitzender, ebenso ist er Vorsitzender der „Holocaust Commission of the Memorial Foundation for Jewish Culture“. Er gehört zu den aus den USA entsandten Mitgliedern der Task Force für Internationale Kooperation bei Holocaust-Bildung, Gedenken und Forschung.
Von seinem mehrbändig angelegten grundlegenden Werk The Holocaust in Historical Context ist bislang nur ein erster Band The Holocaust and Mass Death before the Modern Age im Jahr 1994 erschienen, mit dem Katz in der Singularitätsdebatte in der Holocaustforschung die Position der Einzigartigkeit bekräftigt hat. Katz war auch im „International Editorial Board“ der 1990 erschienenen Encyclopedia of the Holocaust und hat auch Neuausgaben von Werken u. a. von Saadiah Gaon, Jakob Guttmann und Julius Guttmann betreut.
Katz erhielt 1999 an der Universität Tübingen den Dr.-Leopold-Lucas-Preis. Mit seiner Frau Rebecca hat er die drei Kinder Shira, Tamar und Yehuda.

## Schriften
- Jewish Philosophers. Bloch, New York 1975.
- Jewish Ideas and Concepts. 1977.
- Mysticism and Philosophical Analysis. Oxford University Press, New York 1978.
- Post-Holocaust Dialogues: critical studies in modern Jewish thought. New York University Press, New York 1983.
- Mysticism and Religious Traditions. Oxford University Press, New York 1983.
- Historicism, the Holocaust, and Zionism: critical studies in modern Jewish Thought and history.New York Univ. Press,  New York, London 1992, ISBN 0-8147-4616-0.
- Mysticism and Language. Oxford University Press, New York 1992.
- The Holocaust in Historical Context. Vol. 1: The Holocaust and Mass Death before the Modern Age. Oxford University Press, New York 1994, ISBN 0-19-507220-0.
- Mysticism and Sacred Scripture. Oxford University Press, New York 2000.
- Kontinuität und Diskontinuität zwischen christlichem und nationalsozialistischem Antisemitismus. Mohr Siebeck, Tübingen 2001, ISBN 3-16-147544-5 (Vortrag beim Lucas-Preis 1999).